# Robin Lathouwers
Robin Lathouwers (Amsterdam, 9 maart 2000) is een Nederlands voetballer die als verdediger voor VVV-Venlo speelt.

## Carrière
Robin Lathouwers speelde in de jeugd van SV Rap en AZ, waar hij in 2017 een contract tot medio 2020 tekende. Hij debuteerde in het betaald voetbal voor Jong AZ op 22 december 2019, in een met 3-1 verloren uitwedstrijd tegen Telstar. Hij kwam in de 70e minuut in het veld voor Anton Fase. Vanwege een langdurige blessure zou het dat seizoen bij die ene wedstrijd blijven. Zijn aflopende contract in 2020 werd niet verlengd. Desondanks koos Lathouwers ervoor om bij AZ te blijven op amateurbasis. In het seizoen 2020/21 kwam hij 13 competitiewedstrijden in actie en verdiende daarmee een nieuw contract tot 2022 met een optie voor een extra jaar. Op 18 maart 2022 scoorde de verdediger zijn eerste profgoal en was daarmee matchwinner in een met 0-1 gewonnen uitwedstrijd bij Jong FC Utrecht. Lathouwers groeide uit tot een van de sterkhouders van Jong AZ en maakte in de voorbereiding op het seizoen 2022/23 zijn officieuze debuut in de hoofdmacht van AZ waar hij Yukinari Sugawara en Pantelis Hatzidiakos als concurrenten voor zich had. In januari 2023 maakte de rechtsback de overstap naar VVV-Venlo, waar hij werd herenigd met oud-ploeggenoten Sem Dirks en Richard Sedláček. Lathouwers tekende in Venlo een contract tot medio 2025 met een optie voor nog een extra jaar. Hij debuteerde daar op 11 januari 2023 als invaller voor Simon Janssen in de 76e minuut, tijdens een met 2-3 verloren bekerwedstrijd tegen FC Emmen. In het seizoen 2024/25 begon hij als basisspeler in de eerste vier competitiewedstrijden, totdat een zware knieblessure roet in het eten gooide. Lathouwers moest een operatie ondergaan, waarna een maandenlange revalidatie volgde. Na afloop van het seizoen werd zijn aflopende contract niet verlengd.

## Statistieken

#### Beloften
| 2019/20                              | Jong AZ         | Eerste divisie  | 1  | 0 | 1  | 0 |
| 2020/21                              | Jong AZ         | Eerste divisie  | 13 | 0 | 13 | 0 |
| 2021/22                              | Jong AZ         | Eerste divisie  | 25 | 1 | 25 | 1 |
| 2022/23                              | Jong AZ         | Eerste divisie  | 17 | 1 | 17 | 1 |
| Totaal beloften                      | Totaal beloften | Totaal beloften | 56 | 2 | 56 | 2 |
| Bijgewerkt tot en met 8 januari 2023 |                 |                 |    |   |    |   |

#### Senioren
| Seizoen                                | Club            | Competitie      | Competitie | Competitie | Beker | Beker | Playoff | Playoff | Totaal | Totaal |
| Seizoen                                | Club            | Competitie      | Wed.       | Dlp.       | Wed.  | Dlp.  | Wed.    | Dlp.    | Wed.   | Dlp.   |
| -------------------------------------- | --------------- | --------------- | ---------- | ---------- | ----- | ----- | ------- | ------- | ------ | ------ |
| 2022/23                                | VVV-Venlo       | Eerste divisie  | 17         | 2          | 1     | 0     | 3       | 0       | 21     | 2      |
| 2023/24                                | VVV-Venlo       | Eerste divisie  | 20         | 1          | 1     | 0     | —       | —       | 21     | 1      |
| 2024/25                                | VVV-Venlo       | Eerste divisie  | 4          | 0          | 0     | 0     | —       | —       | 4      | 0      |
| Totaal senioren                        | Totaal senioren | Totaal senioren | 41         | 3          | 2     | 0     | 3       | 0       | 46     | 3      |
| Carrièretotaal                         | Carrièretotaal  | Carrièretotaal  | 97         | 5          | 2     | 0     | 3       | 0       | 102    | 5      |
| Bijgewerkt tot en met 30 augustus 2024 |                 |                 |            |            |       |       |         |         |        |        |